# Eerste Conferentie van Moskou
De Eerste Conferentie van Moskou vond plaats van 29 september 1941 tot 1 oktober 1941. Dit was de eerste geallieerde conferentie van de Tweede Wereldoorlog die in de Sovjet-Unie plaatsvond.
Op de conferentie kwamen de Verenigde Staten, het Verenigd Koninkrijk en de Sovjet-Unie bij elkaar om te spreken over de steun die de twee Westerse geallieerden zouden geven aan de Sovjet-Unie voor hun strijd tegen nazi-Duitsland, dat op 22 juni van dat jaar de Sovjet-Unie was binnengevallen.
De afgevaardigde van de Verenigde Staten was Averell Harriman, terwijl Lord Beaverbrook het Verenigd Koninkrijk vertegenwoordigde. De Sovjet-Unie werd vertegenwoordigd door Jozef Stalin.